# Tritlington
Tritlington är en ort i civil parish Tritlington and West Chevington, i grevskapet Northumberland, i England. Orten är belägen 7 km från Morpeth. Tritlington var en civil parish 1866–1995 när det uppgick i Tritlington and West Chevington. Civil parish hade 216 invånare år 1961.